# Clan Oda
El Clan Oda (織田氏 Oda-shi?) fue un clan japonés de daimyō que se convirtió en una fuerza política importante durante el período Sengoku de la historia de Japón. Aunque el clan tuvo su punto más alto durante el liderazgo de Oda Nobunaga y cayeron de su elevada posición después de su muerte durante el Incidente de Honnō-ji, muchas ramas del clan continuaron siendo daimyō hasta la Restauración Meiji.

## Historia

### Orígenes
El clan Oda durante el tiempo de Nobunaga aseguraba que eran descendientes del clan Taira, por parte de Taira no Chikazane, bisnieto de Taira no Shigemori (1138 – 1179).
Taira no Chikazane se estableció en Oda (Provincia de Echizen) y tomó el nombre. Sus descendientes, vasallos importantes del clan Shiba, shugo (gobernadores) de Echizen, de la Provincia de Owari entre otras, recibieron el castillo Inuyama en 1435, año en que fue construido por Shiba Yoshitake. Los Oda fungieron como shugo-dai (vicegobernadores) por varias generaciones.

### Independencia
En 1452, después de la muerte de Shiba Yoshitake, los vasallos del clan como el clan Oda y el clan Asakura de la Provincia de Echizen se negaron a apoyar la sucesión de Shiba Yoshitoshi y apoyaron a Shiba Yoshikado, además de que comenzaron a dividirse entre ellos los dominios y gradualmente se independizaron.

### Gobierno de Nobunaga
Oda Nobuhide tomó el castillo Nagoya en 1525 (se le dio a Nobunaga en 1542) y construyó el castillo Furuwatari. Oda Nobutomo mantenía el control sobre el castillo Kiyosu, pero fue asediado por su sobrino Nobunaga en 1555 y asesinado, por lo que el clan se separó en varias ramas hasta que la dirigida por Oda Nobunaga opacó a las demás y tomó el control sobre Owari.
Nobunaga comenzó entonces a dominar uno por uno a los clanes vecinos, como el clan Imagawa, el Takeda, el Azai, el Asakura entre otros, hasta que dominó toda la zona central de Japón.
El plan de unificación del país ideado por Nobunaga no pudo completarse debido a la traición que sufrió a manos de uno de sus principales generales, Akechi Mitsuhide, en el famoso Incidente de Honnō-ji donde se vio obligado a cometer seppuku. El control que había poseído el clan Oda se diluyó, tomando el control casi absoluto uno de los ex – generales de Nobunaga, Toyotomi Hideyoshi.

### Periodo Edo
El poder que habían ganado durante el período Sengoku se vino abajo y no fue común que estuvieran en la escena política del país. Se sabe que una de las ramas del clan llegó a ser hatamoto durante el shogunato Tokugawa, mientras que algunas otras fungieron como daimyō de han menores como el de Takabatake (de 20,000 koku), el de Yanagimoto (de 10,000 koku), el de Kaiju (de 10,000 koku) y el de Kaibara (de 20,000 koku).

## Figuras notables

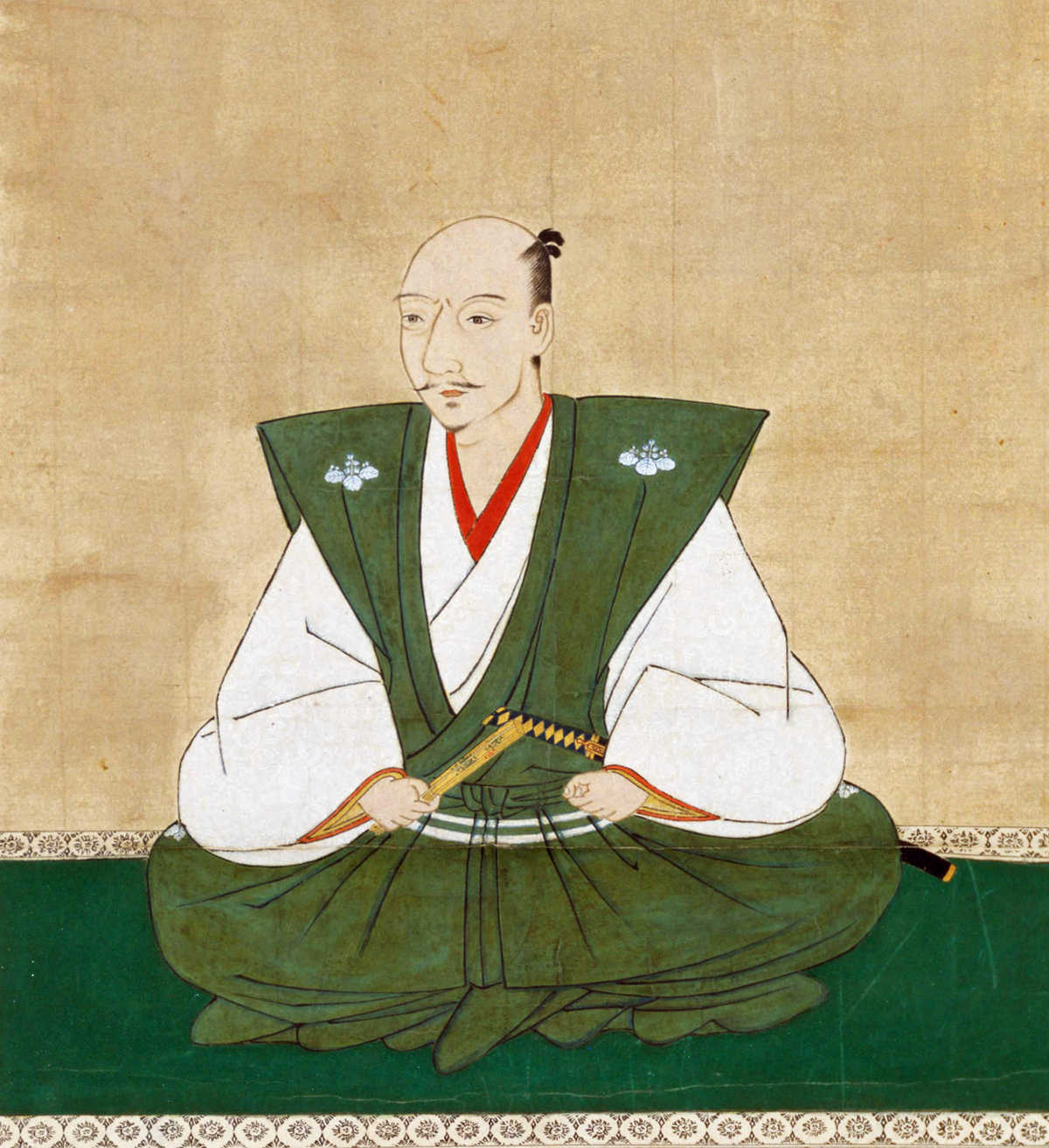
Oda Nobunaga, el miembro más famoso del clan.

- Oda Chikazane (fundador en el siglo XII)
- Oda Nobuhide (1510 – 1551)
- Oda Nobuhiro (muerto en 1574)
- Oda Nobunaga (1534 – 1582)
- Oda Nobuyuki (1536 – 1557)
- Oda Nobukane (1548 – 1614)
- Oda Nagamasu (1548 – 1622)
- Oda Nobuharu (1549 – 1570)
- Oda Nobutsumi (1555 – 1583)
- Oda Nobutada (1557 – 1582)
- Oda Nobutaka (1558 – 1583)
- Oda Nobukatsu (1558 – 1630)
- Oda Hidekatsu (1567 – 1593)
- Oda Katsunaga (1568 – 1582)
- Oda Nobukatsu (1573 – 1610)
- Oda Hidenobu (1580 – 1605)
- Oda Nobutoshi (1853 – 1901)
- Oda Nobunari (nacido en 1987)
- Oda Eiichirō (nacido en 1975)

## Castillos Principales del Clan

Castillo Nagoya.

1. Castillo Nagoya
2. Castillo Kiyosu
3. Castillo Komakiyama
4. Castillo Gifu
5. Castillo Azuchi